# Ernst Röhm
Ernst Röhm (München, 1887. november 28. – Stadelheim börtön, 1934. július 1.) német katona és politikus, a Nemzetiszocialista Német Munkáspárt félkatonai egységének, a Sturmabteilungnak a társalapítója. Az első világháború során több alkalommal megsebesült, a frontról visszatérve pedig a Freikorpsok egyikének tagja lett. Ezután részt vett az SA megalakításában és a sörpuccsban, majd Hitlerrel együtt ült börtönben. 1924-es szabadulása után vitába keveredett Hitlerrel, és 1929-ben Bolíviába költözött katonai tanácsadónak. Hitler 1931-ben visszahívta az SA élére, és vezetése alatt a szervezet milliós taglétszámúra nőtt. Hitler 1933-as hatalomátvétele után azonban egyre jobban elhidegültek egymástól, amit Röhm leplezetlen homoszexualitása is elősegített. Végül 1934. június 30-án a hosszú kések éjszakája során letartóztatták, és másnap kivégezték.

## Élete

### Ifjúkora
1887. november 28-án Münchenben született egy bajor kispolgári család harmadik gyermekeként. 1906-ban, az érettségije megszerzése után belépett a német hadseregbe. A 10. bajor gyalogosezrednél kezdte meg szolgálatát és 1908-ban hadnaggyá lépették elő. Az első világháború idején Flandriában és Franciaországban harcolt, és 1914 szeptemberében egy repeszgránát súlyosan megsebesítette. Arca ettől enyhén torzult, és a műtéti beavatkozás ellenére sem lehetett tökéletesen helyrehozni. Miután felépült sérüléseiből visszatért a frontra, és újabb két alkalommal sebesült meg, második alkalommal a verduni csatában. Harmadik sérülése után a bajor hadügyminisztériumba, majd vezérkari tisztként Romániába került. 1916-ban megkapta az első osztályú Vaskeresztet, 1917 áprilisában századossá lépették elő.
Az első világháború befejeződése után, 1918 októberében elkapta a spanyolnáthát, amiből csak sokára épült fel. Röhm ezután a Szabadcsapatok (Freikorps) egyikének tagja lett Franz Ritter von Epp parancsnoksága alatt. Miután a német hadsereg felfegyverezte őket, valóságos háborút vívtak a kommunistákkal Bajorországban, és az ő nevükhöz fűződik a Bajor Tanácsköztársaság megdöntése is. Röhm gyorsan emelkedett a szervezet ranglétráján, és 1920-ban már vezető tisztséget töltött be a München Hazafias Szövetségei szervezetben.

### A nemzetiszocialista pártban

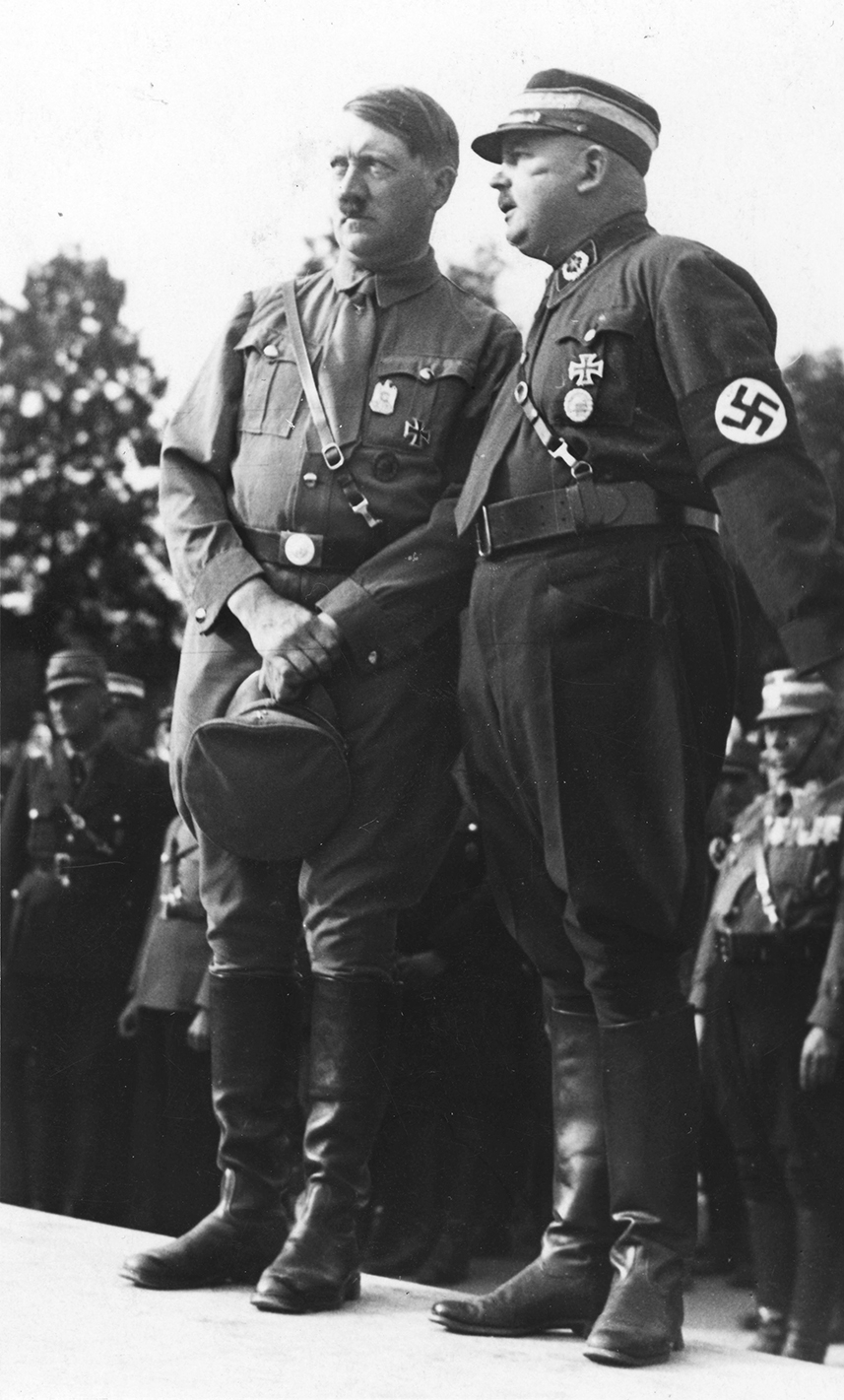
Röhm és Hitler 1933 augusztusában

Adolf Hitler és Röhm valószínűleg 1919-ben találkoztak először, és közeli barátságot kötöttek. Röhm még ebben az évben, Hitlerrel egy időben vált a Német Munkáspárt (DAP) tagjává, és segített azt 1920-ban átszervezni Nemzetiszocialista Német Munkáspárttá (NSDAP). Röhm részvétele kiemelkedő jelentőségű volt a párt számára, ugyanis neki hozzáférése volt a hadsereg pénzéhez, amellyel támogatni tudta a mozgalmat. Ezen kívül remek kapcsolatot ápolt a kor fegyveres katonai és félkatonai szervezeteivel, és mindig képes volt nagy mennyiségű kézifegyver előteremtésére, és 1920-ra jelentős mennyiségű kézifegyvert halmozott fel (innen ered a „géppuskakirály” becenév is).
A bajor hadsereggel ápolt jó viszonyának köszönhetően az általa szervezett Sturmabteilung nem szenvedett hiányt utánpótlásból és felszerelésből. Az SA a '20-as évek elején alakult meg Röhm szervezésében, mint a nemzetiszocialista párt teremvédő egysége, amely rendszeresen összecsapott a kommunista verőlegényekkel egy-egy pártrendezvény alkalmával.
1923. november 8-án részt vett a müncheni sörpuccsban a Reichskriegsflagge elnevezésű félkatonai egységet vezetve. Egységével tizenhat órára megszállta a hadügyminisztérium épületét, ám a rendőrség ellentámadása elsöpörte őket. Hitlert, Röhmöt és Erich Ludendorffot 1924 februárjában perbe fogták, és áprilisban egy év három hónap felfüggesztett szabadságvesztésre ítélték. Mivel nem letöltendő büntetést kapott, a párt vezetése részben az ő kezébe került. Emellett Röhmöt az 1924-es parlamenti választásokon a Reichstag képviselőjévé választották a Német Népi Szabadságpárt színeiben.
Mivel mind a nemzetiszocialista pártot, mind az SA-t betiltották, így Röhm hozzálátott a Frontbann nevű szervezet felállításához, amely az SA fedőszerve volt. Bár Hitler kezdetben támogatta a kezdeményezést, utóbb felismerte, hogy a régi stratégiához való visszatérés zsákutca, így 1924 végén az SA kilépett a Frontbannból. Hitler igyekezett az SA-t inkább propagandaszervezetté alakítani, ám törekvéseit Röhm nem tolerálta. „Törvényes Adolfnak” csúfolta őt, és 1925 áprilisában annyira összevesztek, hogy Röhm minden pozíciójáról lemondott, és kilépett a pártból.
Röhm 1928-ban felkérést kapott a bolíviai hadseregtől, hogy legyen a katonai tanácsadójuk. Ő ezt elfogadta, és Bolíviába költözött. 1929-ben itt jelent meg önéletrajza, amelynek az Geschichte eines Hochverräters (Egy áruló története) címet adta. Az 1930-as forradalom után azonban kénytelen volt a német követségre menekülni. Itt érte Hitler üzenete 1931-ben, amely arra kérte, térjen vissza Németországba, és vegye át ismét az SA vezetését.

### Az SA-vezér

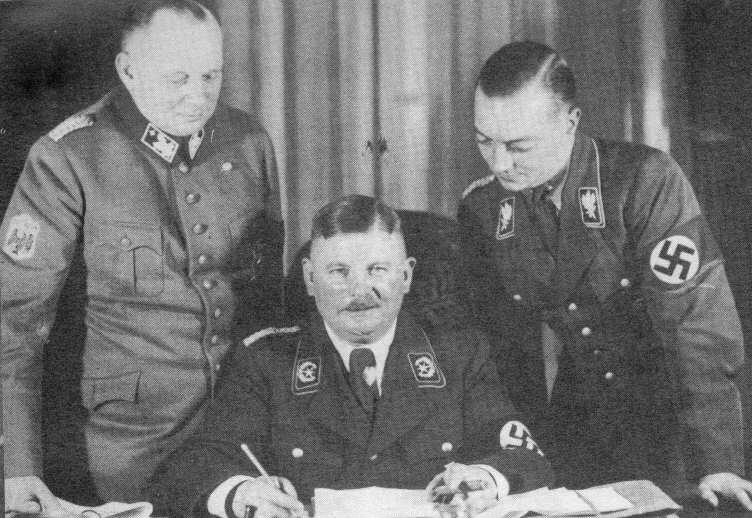
Röhm tárca nélküli miniszteri kinevezése után

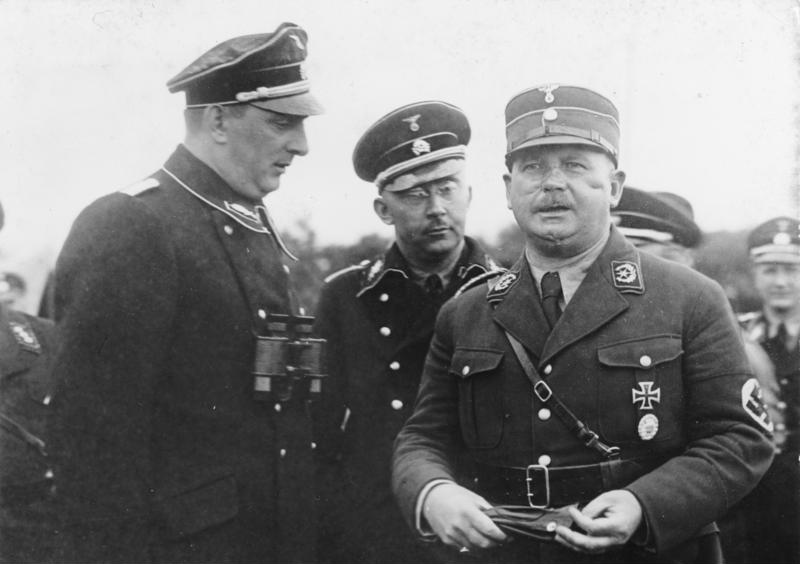
Röhm Heinrich Himmlerrel és Kurt Daluegével

Röhm 1931 januárjában tért vissza Németországba, és Hitler őt tette meg az SA vezetőjének. Visszahívásának több oka is volt: egyrészt Röhm távozása után az SA-vezetők nem bírták saját embereiket féken tartani, ez pedig egyre rosszabb fényt vetett a nemzetiszocialista pártra, másrészt Hitler át kívánta alakítani az SA-t egy olyan szervezetté, amely egyszerre szerez új tagokat a pártnak és eloszlatja eddigi rossz hírnevét, ám továbbra is megfélemlíti a politikai ellenfeleket.
Röhm szervezőmunkája igen eredményesnek bizonyult, ugyanis a 88 000 fős SA még 1931-ben elérte a 260 000-es taglétszámot, 1933-ban már mintegy kétmillióan voltak tagjai, ez a szám 1934-re pedig 4,6 millióra nőtt. Ezekben az időkben Röhm olyan közeli barátságba került Hitlerrel, hogy tegezték egymást. Hitler ezt csak nagyon kevés embernek, a legbizalmasabb ismerőseinek engedte csak meg. Ennek köszönhetően úgy tűnt, igen szoros kapocs fűzi össze őket.
Az 1933. január 30-i hatalomátvétel (avagy az „első forradalom”) után Röhmöt tárca nélküli miniszterré és bajor államminiszterré nevezték ki, ezzel eljutott hatalma csúcsára. Az SA igen nagy szabadságot kapott a politikai ellenfelekkel szemben, rögtönzött táboraikban és börtöneikben mintegy százezer embert tartottak fogva, akik közül közel 500-at meggyilkoltak. Kezdetben ez csak a szocialistákat, kommunistákat és zsidókat érintette, de az év nyarára a szervezet tagjainak viselkedése az NSDAP támogatói körében is felháborodást váltott ki. Röhmnek ezután eltökélt szándéka volt az, hogy a mintegy 100 000 fős német hadsereget az SA-ba olvassza, és a rohamosztag átvegye annak szerepét. Hitler azonban nem támogatta őt ebben. Sőt, 1934. február végén arra kényszerítette, hogy aláírjon egy szerződést Werner von Blomberg védelmi miniszterrel, amelyben lemond arról, hogy az SA katonai erővé váljék. Röhm azonban nem tartotta be az egyezséget, és áprilisban kijelentette: „Az SA a nemzetiszocialista forradalom!”
Ezekben az időkben egyre nőtt a szakadék Röhm és Hitler között. Míg Hitler a vagyonos réteg segítségével akarta Németországot újra felfegyverezni, addig régi harcostársa a gyárak államosítása mellett szállt síkra, és elvetette a kapitalista rendszert. Beszélt még ezen kívül egy „második forradalom”-ról is, amely majd mindezt lehetővé teszi.

### Hosszú kések éjszakája

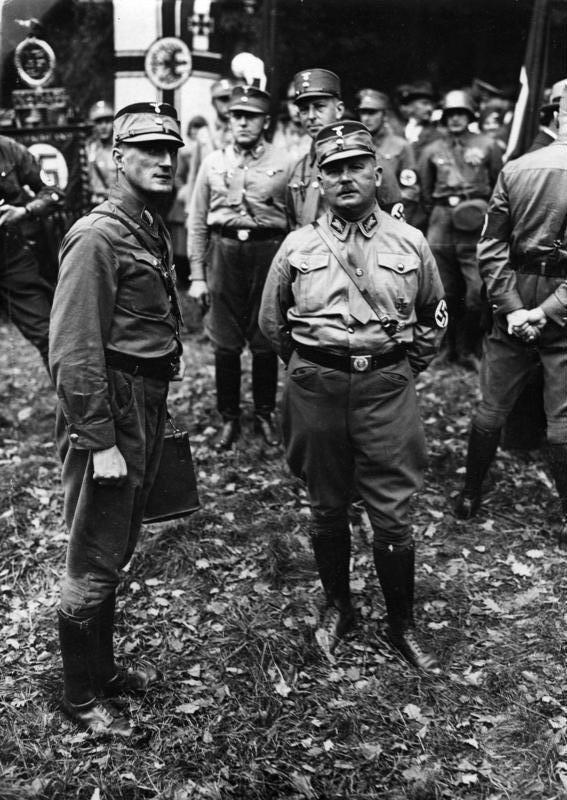
Röhm 1933 februárjában egy bajorországi SA-gyűlésen

Hitler egyre inkább félni kezdett Röhm ambícióitól. Röhm ugyanis akkora embertömeg felett parancsolt, amely nyugodtan elsöpörhette volna egész rendszerét, és emberei hozzá voltak hűségesek, nem Hitlerhez. Ehhez adódott még az, hogy Joseph Goebbels, Heinrich Himmler és Hermann Göring konspirációba kezdett Röhm eltávolítására. Utóbbi kettő azzal kereste fel Hitlert, hogy a franciák 12 millió frankot hajlandóak fizetni Röhmnek, ha ő eltávolítja Hitlert a hatalomból. Ez persze nem felelt meg a valóságnak, ám az SA-vezér ellen összeszövetkezettek nagyméretű lejáratóakcióba kezdtek ellene. Az SS és a Gestapo jelentések százait hamisította meg, amely elhitette Hitlerrel, hogy Röhm arra készül, elmozdítsa őt a hatalomból.
Hitler még június elején találkozott Röhmmel, és öt órás, éjfélig tartó megbeszélést folytattak. Hitler itt közölte Röhmmel, hogy tudomására jutott: az SA egyes elemei „nacionálbolsevista” hatalomátvételre készülnek. Röhm azonban határozottan tagadta ezeket a híreszteléseket, és kijelentette, hogy a hírek részben túloznak, részben valótlanok. Hitler számára ez végleges bizonyíték volt Röhm bűnösségére.
Egyéb események is a Röhm elleni fellépésre késztették Hitlert. Június 17-én Franz von Papen kancellárhelyettes egy beszédében nyíltan kritizálta az SA viselkedését és a kemény cenzúrát, majd szóban fellépett Röhm „második forradalma” ellen is. Nem sokkal később, június 21-én Hitler meglátogatta az idős, romló egészségű Paul von Hindenburgot, aki azzal fenyegetőzött, hogy ha nem sikerül megfékezni az SA-t, akkor kihirdeti a szükségállapotot, és a hadsereg átveszi a hatalmat az országban.
Hitler úgy döntött, június 30-án személyesen veszi őrizetbe Röhmöt és vezérkarát a München melletti Bad Wiessee üdülővárosában. Mivel előző nap éjszaka Himmler olyan hamis információkkal látta el Hitlert, hogy az SA csapatai már támadásra készen várakoznak Berlinben, ő gyorsan akcióba lépett, és ezen információk fényében gyorsan és kíméletlenül lecsapott. Hajnali 6.50-kor pisztollyal a kezében, SS katonák élén berontott az SA-vezetők szállására és személyesen tartóztatta le Röhmöt, árulással vádolva meg őt. Más források szerint azonban az SS először biztosította az épületet, és Hitler csak utána ment be. Ezután a parancsára Röhmöt a Stadelheim börtönbe szállították, ahol haláláig fogva tartották. Bár először meg kívánta kímélni az életét a korábbi szolgálatai miatt, Himmlernek sikerült rábeszélnie Hitlert, hogy mégis ölesse meg régi harcostársát.
Röhm egyedüliként kapott lehetőséget az öngyilkosságra. Két SS-tiszt (Theodor Eicke és Michael Lippert) a szobájában egy pisztolyt hagyott, amelyben egy töltény volt. Miután Röhm nem ölte meg magát, tíz-tizenöt perc múlva visszatértek, és maguk végeztek vele. Amikor beléptek cellájába, Röhm állítólag ezt mondta: „Ha meg kell halnom, személyesen Adolf öljön meg!”, majd amikor testébe becsapódtak a golyók, még egyszer felkiáltott: „Vezérem, vezérem!”. Más források szerint azonban nem mondott semmit, csupán némán tűrte, hogy agyonlőjék.

## Magánélete

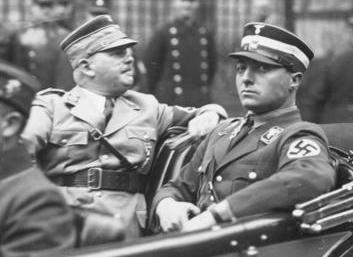
Ernst Röhm intim viszonyt ápolt a biszexuális Karl Ernsttel is, akit a berlini melegbárokban Frau Röhrbeinként is emlegettek

Röhm homoszexuális beállítottsága nyílt titoknak számított már kortársai számára is. Erre először akkor derült fény, amikor 1925-ben bőröndje ellopásával vádolt meg egy 17 éves meleg fiút. A fiú egyik kihallgatása során azt nyilatkozta a rendőrségnek, hogy Röhm rá akarta venni arra, hogy létesítsen „szexuális” kapcsolatot vele. 1932. március 7-én került nyilvánosságra három állítólagos bolíviai levele 1928–29-ből. Ebben arról panaszkodik, mennyire hiányzik neki a férfiak társasága. A leveleket leközlő Welt am Montag újság nyomán több más baloldali lap is átvette a hírt, köztük a Münchener Post is, amely elítélte Röhmöt a hipokrita viselkedéséért.
Több nemzetiszocialista vezető is amiatt panaszkodott Hitlernek, hogy Röhmnek tulajdoníthatóan sok homoszexuális található az SA vezetésében, így például Edmund Heines, Röhm helyettese is meleg volt. Hitler azonban megvédte a támadásoktól őt, és egy hivatalos közleményt is kiadott, amelyben megjegyezte: „egy SA-tiszt magánélete nem tartozik senkire”. Később azonban nemi beállítottsága is az egyik hivatalos ok volt a kivégzése mellett. Hitler július 13-i beszédében azt mondta, Röhm és az SA vezetése eltávolodott a párttól, és lábbal taposta az erkölcs valamennyi szabályát. Ugyanakkor a párt vezetése igyekezett a saját hasznára felhasználni az SA-vezető szexuális beállítottságát, amely a hosszú kések éjszakájával együtt nagyban hozzájárult a nemzetiszocialista párt helyzetének megszilárdításához. Hans-Georg Stümke német történész szerint ezeket felhasználva sikerült a párt jobb- és balszárnya közötti ellentéteket elsimítani.